# Ministerio de Transporte y Comunicaciones de Lituania

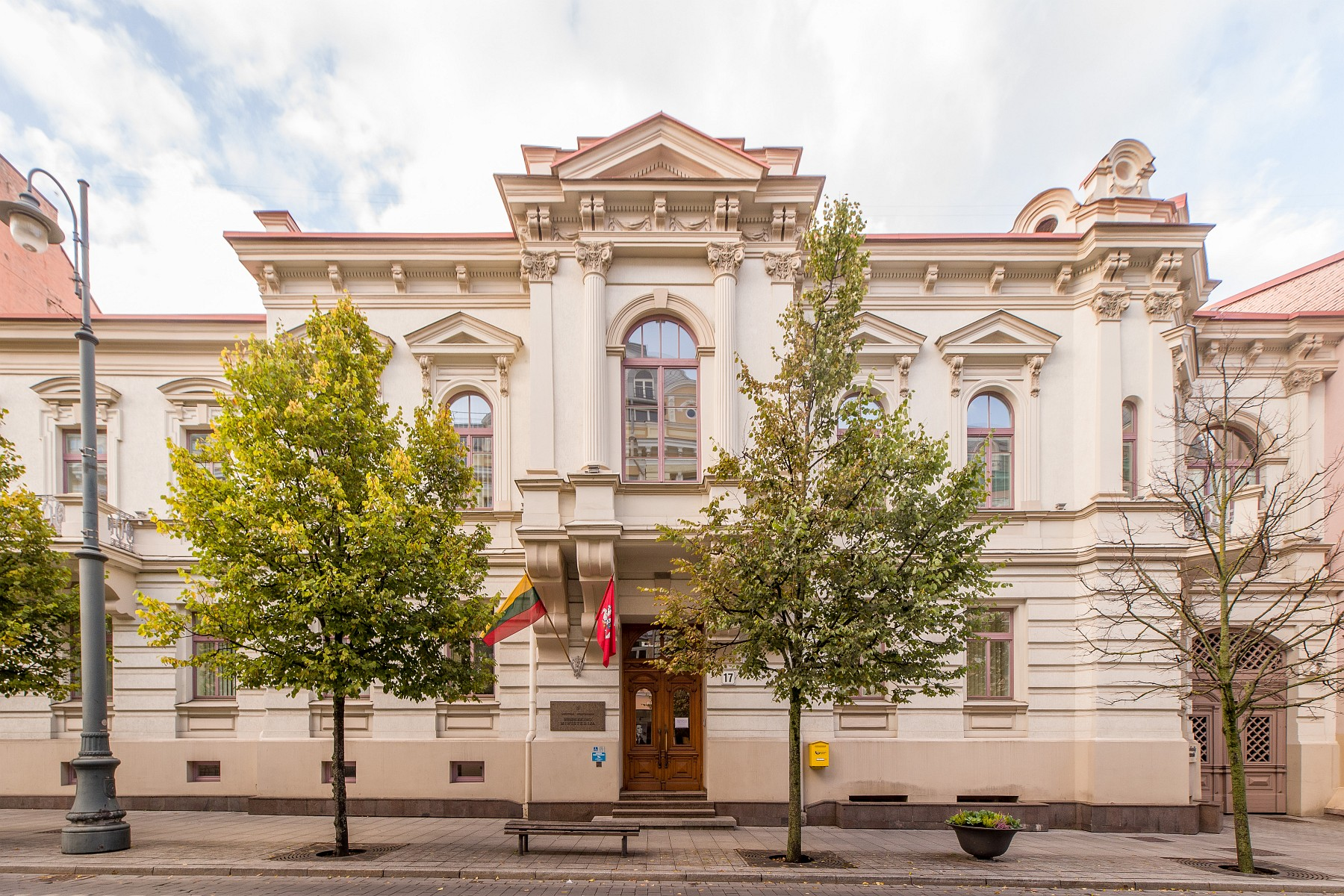

El Ministerio de Transporte y Comunicaciones de Lituania (en lituano: Lietuvos Respublikos susisiekimo ministerija) es uno de los catorce ministerios del Gobierno de Lituania. Tiene su sede en la capital Vilna. Es la principal institución en Lituania, que coordina el transporte por carretera, ferrocarril, aire y agua, sector de las comunicaciones postals y electrónicas y posa en práctica la estrategia y la política del gobierno del estado. El Ministerio de Transportes y Comunicaciones es una institución presupuestaria financiada a cargo del presupuesto del Estado de la República de Lituania. El actual ministro responsable desde el 13 de diciembre de 2016 es Rokas Masiulis en calidad de independiente. 

## Historia
Cuando Lituania recuperó su independencia el nuevo Gobierno se formó el 22 de marzo de 1990, y el Ministerio de Transportes y Comunicaciones se restableció a la misma fecha. Desde los primeros días de sus actividades las tareas más importantes del Ministerio incluyen hacerse cargo del sector del transporte a la subordinación de los ministerios de toda la Unión, la creación de la nueva estrategia de transporte y su sistema legal, junto con la integración del sector del transporte de Lituania en el transporte de la red europea. 

## Funciones y responsabilidades

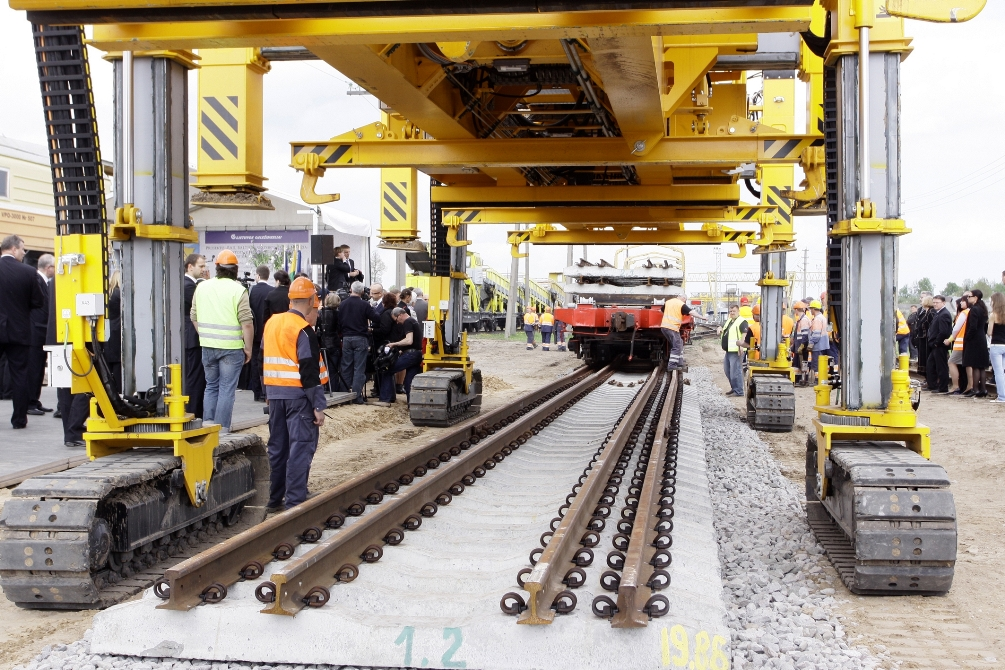
Colocación del primer raíl ferroviario del proyecto Rail Baltica en mayo de 2010.

El Ministerio tiene como funciones: 
- cumplir con los requisitos de la legislación de la Unión Europea en los ámbitos de los transportes, correos y comunicaciones electrónicas;
- modernizar la infraestructura de transporte;
- integrar las principales carreteras del país a las redes transeuropeas;
- permitir el desarrollo de los negocios de transporte y la competencia transparente;
- mejorar el transporte y la calidad del servicio de comunicación;
- promover el transporte multimodal, centros logísticos, lugar público;
- coordinar las actividades en los sectores de transporte, correos y comunicaciones electrónicas;
- participar en el desarrollo de la política de seguridad del tráfico a todos los medios de transporte;
- participar en el desarrollo de la política sobre la reducción de los impactos ambientales negativos a las áreas de transporte.

## Lista de ministros
| Fotografía           | Periodo                 | Nombre                      |
| -------------------- | ----------------------- | --------------------------- |
| Jonas Biržyškis      | 29-03-1990 – 12-12-1996 | Jonas Biržyškis             |
|                      | 10-12-1996 – 25-11-1998 | Algis Žvaliauskas           |
|                      | 6-01-1999 – 9-11-2000   | Rimantas Didžiokas          |
|                      | 9-11-2000 – 24-02-2001  | Gintaras Striaukas          |
|                      | 24-02-2001 – 12-07-2001 | Dailis Alfonsas Barakauskas |
| Zigmantas Balčytis   | 5-07-2001 – 14-05-2005  | Zigmantas Balčytis          |
| Petras Čėsna         | 10-06-2005 – 18-07-2006 | Petras Čėsna                |
| Algirdas Butkevičius | 19-07-2006 – 8-12-2008  | Algirdas Butkevičius        |
| Eligijus Masiulis    | 9-12-2008 – 13-12-2012  | Eligijus Masiulis           |
|                      | 13-12-2012 – 13-12-2016 | Rimantas Sinkevičius        |
|                      | 13-12-2012 – actualidad | Rokas Masiulis              |